# C/2010 X1 (Єленіна)
Комета C/2010 X1 (Elenin) — довгоперіодна комета, яку відкрив російський астроном Леонід Єленін 10 грудня 2010 року на першій російській віддаленій обсерваторії в західній півкулі ISON-NM (International Scientific Optical Network, штат Нью-Мексико, США). Наступного дня ці дані були підтверджені російськими, українськими й узбецькими астрономами за допомогою спостережень на обсерваторії Майданак в Узбекистані. Ще через день були отримані підтвердження від американських та японських вчених. Згідно з циркуляром Центра малих планет Міжнародного астрономічного союзу нова комета отримала позначення C/2010 X1 та ім'я першовідкривача — Єленіна.
Комета Єленіна — перша за 20 років, відкрита російським астрономом. Попередній випадок відкриття комети радянським вченим відбувся у 1990 році, коли литовський астроном Казимир Черніс спільно з японськими колегами відкрив комету C/1990 E1 (Chernis-Kiuchi-Nakamura). У 1989 році житель Краснодарського краю Борис Скоритченко спільно з британськими астрономами відкрив комету C/1989 Y1 (Skorichenko-George).
Під час відкриття комета мала зоряну величину 19,5, що приблизно в 150 тисяч разів (= 2,51219,5—6,5) слабіше, ніж величина 6,5, яку здатне розрізнити неозброєне око. Першовідкривач Леонід Єленін оцінює діаметр ядра комети у 3—4 км. Станом на квітень 2011 року комета має величину 15 (приблизно яскравість Плутона), і діаметр коми комети оцінюється в 80 000 км.
Перед входом у внутрішню частину Сонячної системи (на епоху 1950 року) C/2010 мала барицентричний орбітальний період близько 5,7 млн років із відстанню афелію 63 800 а. о. (1,01 світлового року). Певно, комета була в хмарі Оорта і мала хаотичну орбіту, яка легко збурювалася найближчими зорями. Згідно з даними, опублікованими Леонідом Єленіним, упродовж XX століття комета мала ексцентриситет орбіти, що змінюється приблизно від 1 до 0,9999 з періодом у 11,86 року (сидеричний період обертання Юпітера, що робить подібний слабкий вплив і на орбіти багатьох інших тіл Сонячної системи, зокрема і Землі). Серйозніші зміни ексцентриситету почалися у 2004 році, коли комета Єленіна перетнула орбіту Урана. У внутрішній частині Сонячної системи ексцентриситет спочатку дещо збільшився, змінивши параболічну орбіту на гіперболічну, але незабаром почав зменшуватися, і це зменшення відбувалося до повторного перетину орбіти Урана у 2017 році. Зрештою орбіта комети стане еліптичною з ексцентриситетом близько 0,99905, з відстанню афелію близько 1037 а. о. і періодом обертання навколо Сонця приблизно 12 000 років.

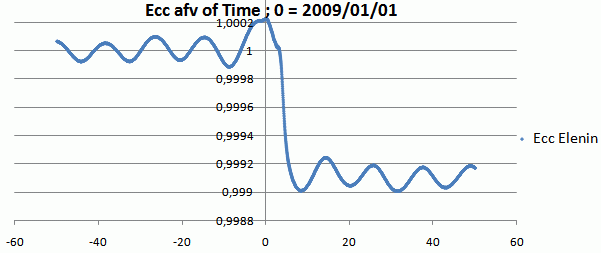
Малюнок, що показує, як комета C/2010 X1 входить у внутрішню частину Сонячної системи по гіперболічній орбіті (ексцентриситет більше 1) і після перигелію відхиляється під дією гравітаційного поля Юпітера на еліптичну орбіту, пов'язану із Сонцем (ексцентриситет орбіти менше 1).

30 липня 2011 року американські астрономи виявили у спектрі «російської» комети сліди синильної кислоти. У цей час комета, що викликала паніку в деяких уфологів, перебувала на відстані 1,07 а. о. від Землі.
10 вересня 2011 року комета Єленіна пройшла перигелій. 16 жовтня 2011 року комета наблизилася до Землі на мінімальну відстань — 34,9 мільйона кілометрів (0,23 а. о.). За прогнозом Центра малих планет, найбільша яскравість комети, яка спостерігатиметься складе 5,8 зоряної величини у період з 16 по 27 вересня 2011 року.
У кінці серпня 2011 ядро комети зруйнувалося, а її яскравість значно зменшилася. На знімках космічної сонячної обсерваторії SOHO комета не була виявлена. Можливо, якісь фрагменти будуть помічені в жовтні з наземних телескопів. Максимальна яскравість комети буде значно менше за передбачену раніше.
13 жовтня 2011 року відбулося з'єднання комети 164P/Крістенсена (17,2m ) з кометою Єленіна, під час якого їх поділяло всього 0,43° кутових градусів.